# Cantacronache 4. Canti di protesta del popolo italiano - Canti della resistenza
Cantacronache 4. Canti di protesta del popolo italiano - Canti della resistenza (1971) è il titolo dato al quarto e ultimo dei 33 giri antologici della Albatros dedicati alla ristampa di materiali del gruppo di Cantacronache originariamente usciti fra gli anni '50 e '60 per i marchi Italia Canta e DNG. 

## Descrizione
Mentre i tre precedenti album contenevano canzoni d'autore, scritte e/o eseguite da Fausto Amodei, Michele L. Straniero, Margot e altri, qui sono raccolte riesecuzioni di repertori popolari, di epoche passate diverse, interpretate ancora dai componenti del gruppo torinese, che anche attraverso la stesura di brani originali si proponeva di affrontare la realtà storico-sociale contemporanea con uno spirito non dissimile. 
In particolare, i brani presenti sul lato A e la prima traccia del lato B erano stati registrati nel corso del 1960 per la collana di EP Canti di protesta del popolo italiano, a cura di Emilio Jona e Sergio Liberovici (che annoverava anche registrazioni sul campo, qui non incluse); le restanti quattro incisioni, pubblicate fra il 1963 e il 1965 su LP collettivi o su singoli, sono accomunate dal contesto storico (la Resistenza italiana) in cui quelle canzoni furono composte e cantate.

## Tracce
Lato A (Canti di protesta del popolo italiano)
1. Stornelli d'esilio – 4:05 (Pietro Gori)
2. Amore ribelle – 1:25 (Pietro Gori)
3. Inno della rivolta – 2:41 (Luigi Molinari, 1893)
4. Inno individualista  – 2:10 (anonimo del XIX secolo)
5. Il crack delle banche – 1:25 (Ulisse Barbieri, 1896)
6. Ninna nanna della guerra  – 2:10 (Trilussa, 1914)

Lato B (Canti della Resistenza)
1. Canta di Matteotti – 2:05 (anonimo)
2. La badoglieide – 4:10 (Nuto Revelli e altri)
3. Portiamo l'Italia nel cuore – 3:00 (Silvio Ortona e Nino Banchieri)
4. Pietà l'è morta – 6:00 (testo di Nuto Revelli)
5. Dongo  - 2:55 – trascrizione di Michele Straniero

## Le canzoni

### Stornelli d'esilio
La canzone (conosciuta anche come Nostra patria è il mondo intero) fu scritta dall'anarchico Pietro Gori nel 1895.

### Ninna nanna della guerra
Questa canzone pacifista è basata su una poesia in dialetto romanesco, scritta da Trilussa nell'ottobre del 1914, su una melodia che aveva la propria matrice in una vecchia canzoncina piemontese intitolata Feramiù (ossia "rottamaio ambulante").
Nel testo sono citati Guglielmo II di Prussia e Francesco Giuseppe d'Asburgo, i due responsabili dello scoppio della prima guerra mondiale, e sono paragonati al diavolo (il Farfarello di Dante).

### Canta di Matteotti
Il testo, di autore anonimo, descrive la cattura e uccisione (10 giugno 1924) di Giacomo Matteotti («canto il delitto di quei galeotti / che con gran rabbia vollero trucidare / il deputato Giacomo Matteotti») ed è composta sull'aria de Il maschio di Volterra.

### Portiamo l'Italia nel cuore
Il testo del brano fu scritto nel 1944 da Silvio Ortona e Nino Banchieri, partigiani della Seconda Brigata d'assalto Garibaldi "Ermanno Angiono (Pensiero)", operante nel Biellese. Viene cantato sulla melodia del patriottico Inno a Oberdan.

### Pietà l'è morta
Il testo è di Nuto Revelli, adattato su un'aria intonata dai soldati della prima e della seconda guerra mondiale, cantata soprattutto dai partigiani cuneensi, molti dei quali provenienti dagli alpini, la cui canzone Sul ponte di Perati, costituisce il diretto antecedente di questa famosa canzone della Resistenza.